# محمية سيدي شيكر الطبيعية
محمية سيدي شيكر الطبيعية هي فضاء طبيعي متميز غرب المملكة المغربية. تقع محمية سيدي شيكر قرب الشماعية بإقليم اليوسفية حيث أُنشئت منذ سنة 1952. تضم المحمية تنوع نباتي وحيواني منفرد، أهمه قطيع من غزال السهل يدعى غزال آدم (Gazelle dorcas) حيث يفوق عدد أفراده 250 رأسا.

## التاريخ
تم إنشاء المحمية بعد ما تم وضع الحدود الرعوية بغابة المصابيح الطالعة سنة 1952. وبفضل هاته الحدود تم تجميع عدد كبير من أزواج غزال الدوركاس المنحدر من جهة الحوز. تم تصنيف هذه المحمية بواسطة التصميم الرئيسي للمجالات المحمية كموقع ذو المنفعة البيويلوجية والإيكولوجية.
وتعد هذه المحمية من بين أقدم محميات الحيوانات الأرضية بالمغرب، التي تم وضعها من طرف مصلحة المياه والغابات
تم إنشاء المحمية بعد ما تم وضع الحدود الرعوية بمحمية المصابيح الطالعة سنة . وبفضل هاته الحدود تم تجميع عدد كبير من أزواج غزال دوركاس المنحدر من جهة الحوز. هاته المحمية التي تم تصنيفها من طرف التصميم الرئيسي للمجالات المحمية كموقع ذو المنفعة البيويلوجية والإيكولوجية.

## الموقع

### الطبوغرافية
يصل العلو المتوسط بهذه المنطقة إلى 300 متر. و يتميز بأرض مسطحة نسبيا وتعرف بعض الالتواءات في إتجاه الشمال حيث تتواجد تلال جبيلات.

### جيولوجية الأرض
تتموقع المحمية على الكتلة الصخرية الأولية التي تعرضت إلى انطواءات عميقة تحت تأثير حركة تكتونية عميقة.
و قد أعطت الصخرة الأم والتي تتكون من الشيست، أرض غير متقدمة نظرا للظروف المناخية غير ملائمة.

### أنواع الحيوانات
يشكل غزال دوركاس النوع البارز والأصيل داخل المحمية، فهو يتميز بصلابته وقدرته على التكيف مع المناطق الجافة والصحراوية.
بالإضافة إلى غزال دوركاس الذي يتعدى عدده500 رأس، هناك أنواع أخرى :
الثديات : هناك حوالي 15 نوع التي تم تعدادها بالجهة، منها : الخنزير، الثعلب، الأرنب البري، القنفذ، الجرذان.... 
الطيور : يستقر 59 نوع داخل الموقع (تم إحصاء 108 من الطيور داخل المحمية إذا أخدنا بعين الاعتبار الطيور المهاجرة والعابرة). من أهم الطيور نجد : اللقلاق، الصقر، الكروان العسلي، السمنة، القط الأسود البطن، الحجل، الفري ... وغيرهم
الزواحف : تم إحصاء 23 نوع في الجهة، توجد منها 13 داخل المحمية : السلحفات، العلجوم، الحرباء، الثعبان، السحلية...

## وصلات ومراجع
1. ↑  النباتات والحيوانات بالمغرب نسخة محفوظة 27 أبريل 2020 على موقع واي باك مشين.